# ラナ (ノルウェー)
ラナ（ノルウェー語: Rana）は、ノルウェーのヌールラン県にある自治体。ヘルゲラン地域に属する。ラーナとも表記される。
人口は県内で二番目に多く、同国北部でも三番目に多い。また、フィンマルク県以南の自治体では最も広い面積を有し、そのほとんどを山地と森の広がる谷間が占めている。行政の中心地はノルウェー国立博物館のあるモー・イ・ラーナ。

## 基礎情報
ラナは付近を流れるラネルヴァ川（古ノルド語名：Raðund）にちなみ名付けられた。ラネルヴァ川は「速い」という意味のraðrがその語源とされる。
1965年3月5日に国王の承認を得た現在の紋章には、森を表す緑と鉱物を表す黄色が描かれている。鉱物の黄色は、この地で鉄鉱石などの鉱物が多く産出されることにちなんだ。もっとも、この紋章は元々モの紋章として1960年4月29日に国王の承認を得ていた。

## 地理

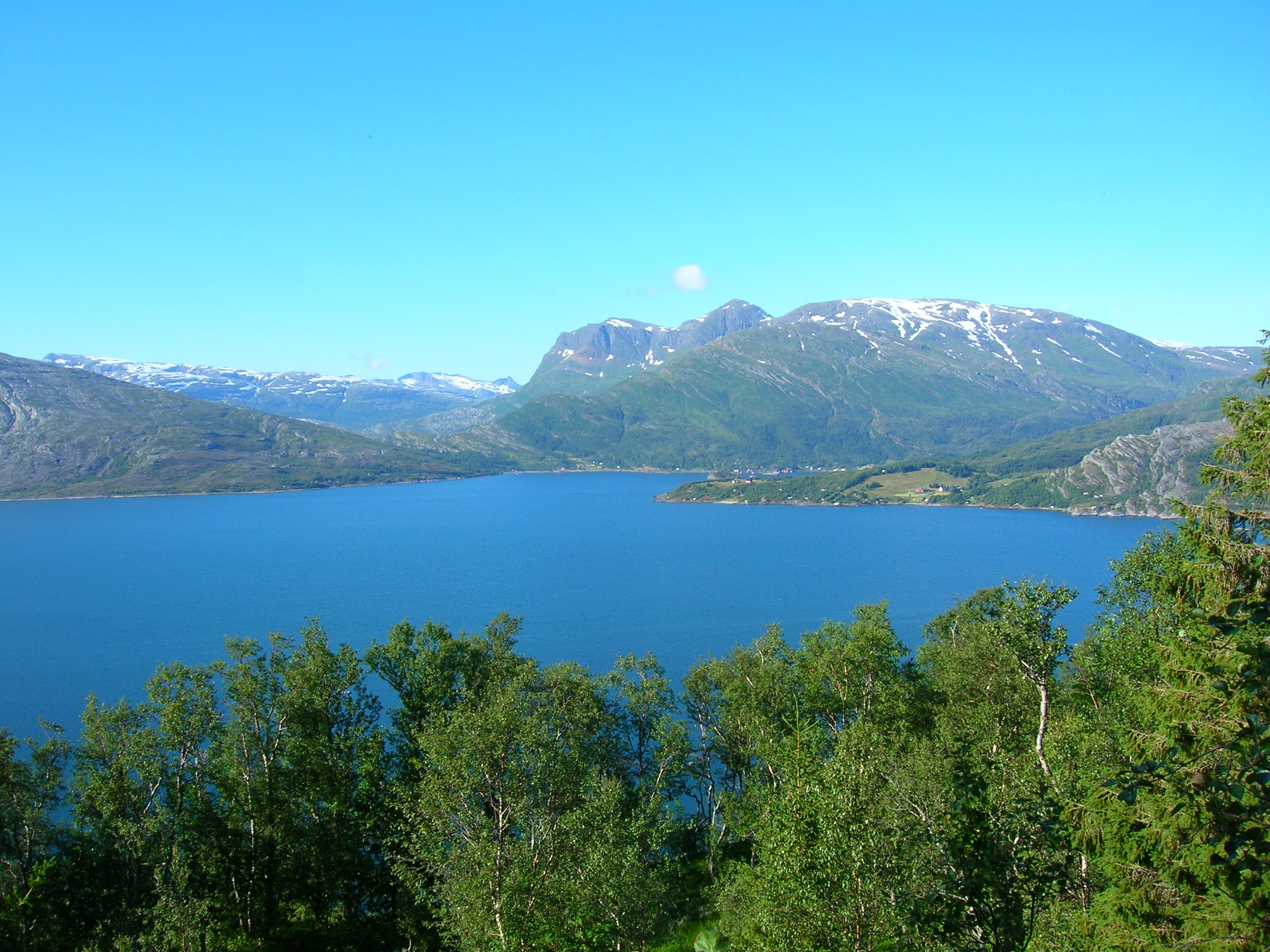
西部のヌールショーナフィヨルド

北極圏の境界となる北緯66度66分線からわずかに南に外れたラーナは、国内で二番目に大きな氷河のスヴァルティセン氷河とサルトフィレット山の南側に位置する。北極圏内ではないにしろ、5月中旬から8月上旬にかけて空が暗くなることはなく、6月上旬から1ヶ月間は完全に太陽が沈まない白夜となる。自治体域の一部はサルトフィレット＝スヴァルティセン国立公園に指定されており、多くの雄大な渓谷がある。住民の大多数はラネルヴァ川河口に築かれたモー・イ・ラーナに集住しており、その北部、セルファーズ地区には欧州ルートE6号線が通っている。ラーナやサルトフィレットは多数の石灰岩の洞窟で知られる。
自治体域内には多くの自然保護区が設けられている。例えば、アルテルハウグにはニレなどの温帯植物が多数自生している。また、ラナ川河口のエンガシェーンには春、多くの鳥が飛来する。ブラッコ渓谷には老いたトウヒの森が広がる。石灰を多く含んだ土壌が広がるフィスクチョルナの森では、非常に豊かな植物相が見られる。低地、山地にかかわらず多くの湖がある。

### 湖沼
- ロード湖
- アンドフィスク湖

## 歴史

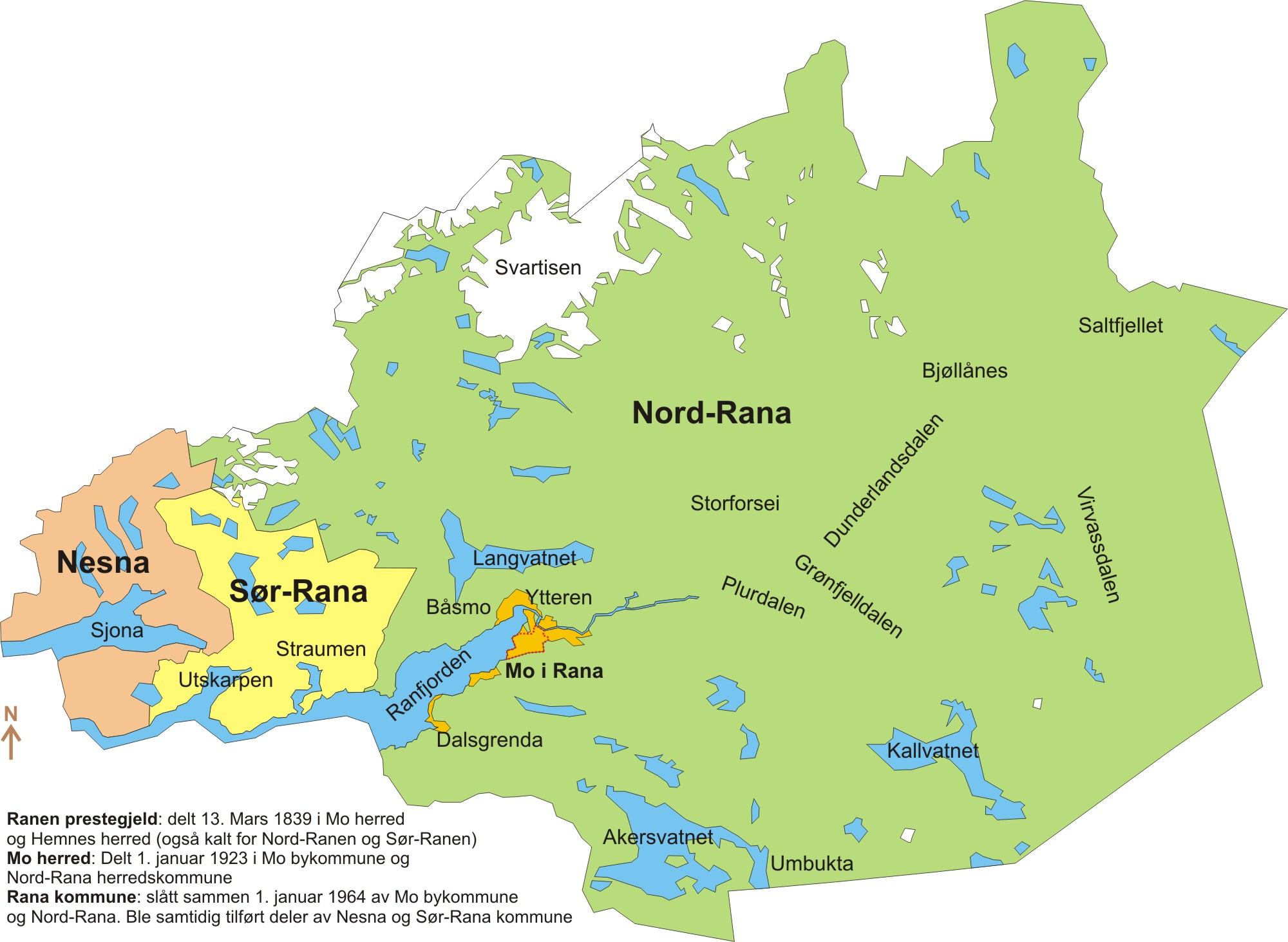
ヌール＝ラナ（緑）、ソール＝ラナ（黄）の全域とネスナ（肌）の一部が1964年に合併し、ラナ自治体は誕生した

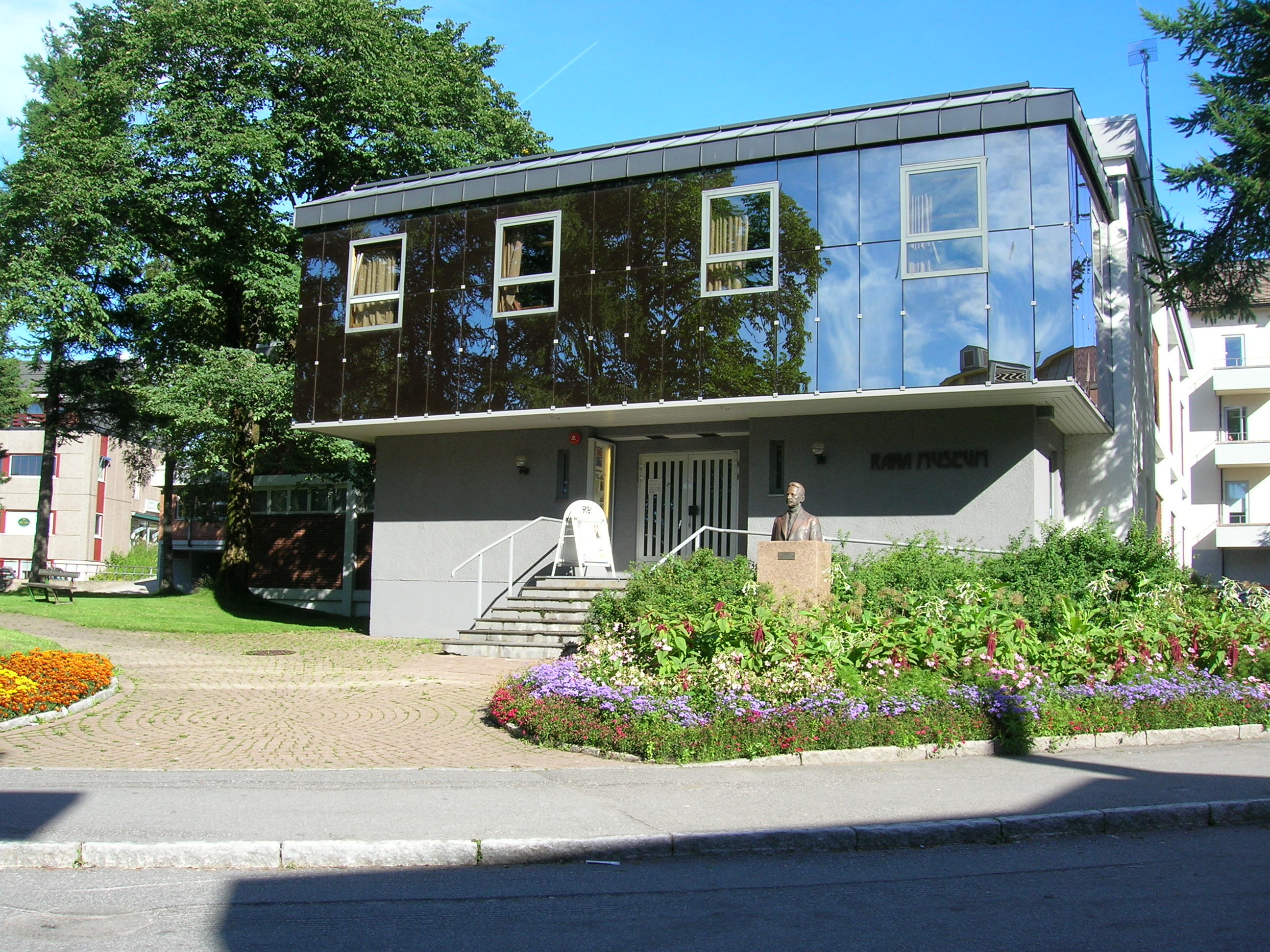
ラナ博物館

かつてのラナの自治体は1839年にヌール＝ラナとソール＝ラナの二つに分かれた。1844年、ヌール＝ラナはモに、ソール＝ラナはヘムネスに改称した。1923年1月1日、モ村がモの農村地帯から分離し、町と自治体を宣言した。その時、農村地帯はヌール＝ラナに名称を戻した。1964年1月1日、モ町はヌール＝ラナと合併し、新地名はシンプルに「ラナ」と決まった。

## 文化
県内に芸術家たちを呼び込もうと始まった国際的なアートプロジェクト「アートスケープ・ヌールラン」の一環として、ラナにはイギリスのアントニー・ゴームリーが1995年に制作した「ハヴマネン」（海の男 の意）という作品がある。この作品にちなみ、毎年5月の第一週末には「ハヴマンの日」という祭りが催される。また、ラナでは毎年「ヴィカ祭り」というポップとロック音楽の祭りが行われる。
域内には「ヌールラン劇場」という地域のドラマシアターや、ヌールラン県立図書館、ノルウェー国立図書館がある。